# بقراط صفائی
بقراط صفائی (۱۲۹۳-۱۳۹۳) پزشک ایرانی و استاد دانشگاه تهران بود. او برای نگارش کتاب شیمی‌درمانی سرطان‌ها در سال ۱۳۴۵ برندهٔ جایزه سلطنتی کتاب سال شد.